# Бейс-джампінг

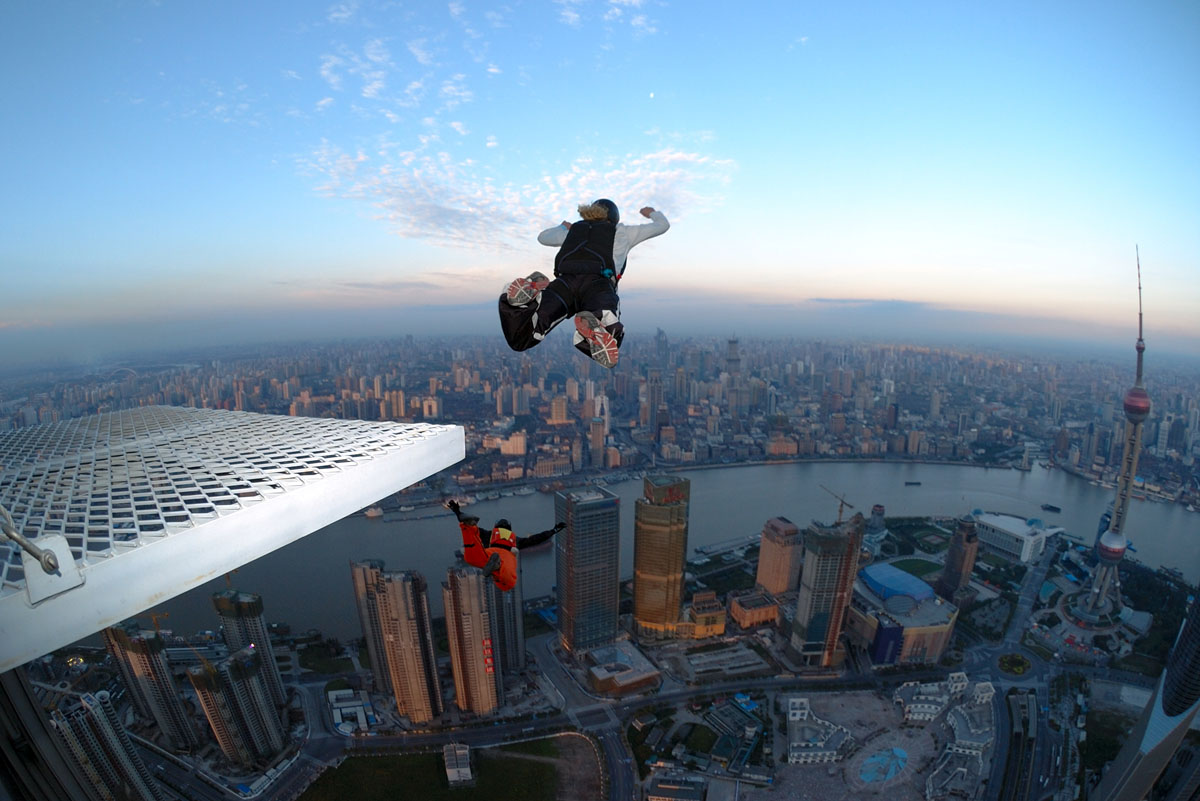
Стрибок із будівлі в Шанхаї

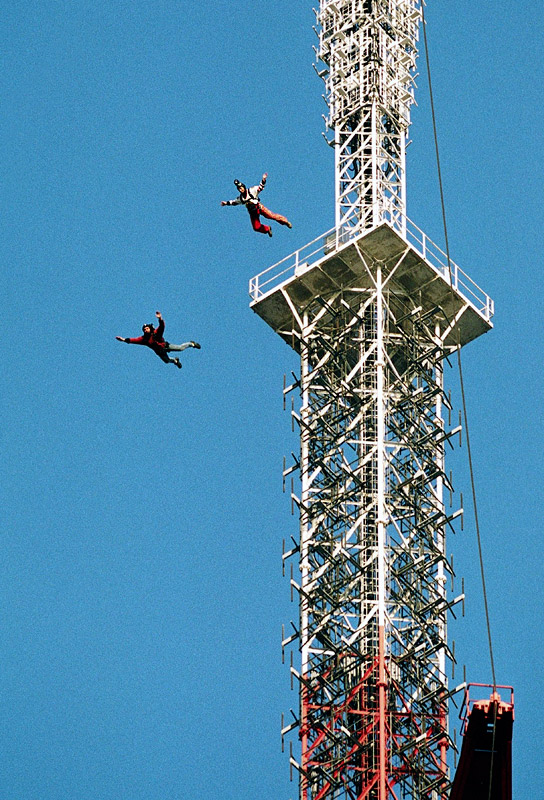
Стрибок з антенни

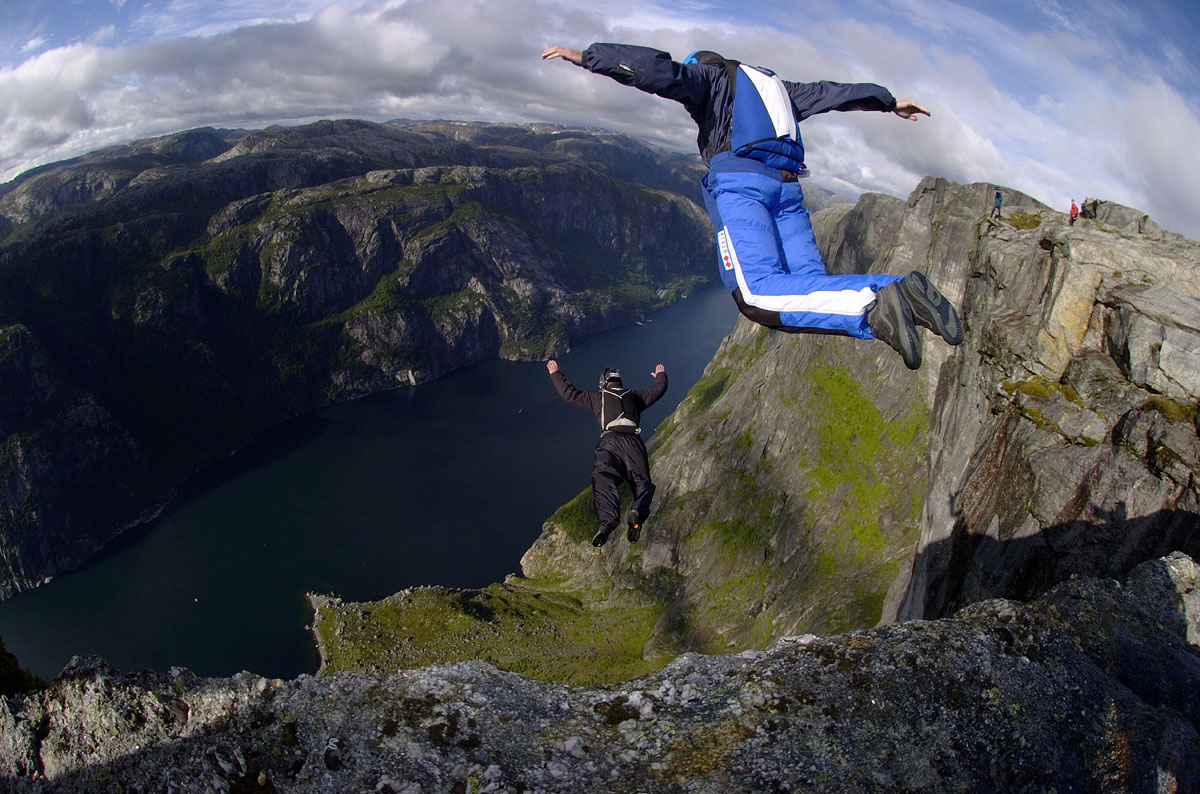
БАМЗ-стрибок з гори

Бейс-джампінг, БАМЗ-стрибки (англ. B.A.S.E + jumping) — стрибки-польоти з парашутом з висотних об'єктів — будівель (хмарочосів), башт, мостів, гірських скель тощо.

## Походження назви
B.A.S.E. — це акронім від англійських слів:
- Building — будівля;
- Aerial — антена, вежа;
- Stage — перекриття, міст;
- Earth — земля.